# Vălul ignoranței
Vălul ignoranței, alături de poziția originară, este un concept utilizat de-a lungul secolelor sub alte nume de filosofi precum John Stuart Mill, John Rawls, și Immanuel Kant ale cărui lucrări se centrează asupra noțiunii de contract social. John Harsanyi a introdus conceptul în domeniul economiei. Utilizarea sa contemporană a fost dezvoltată de către John Rawls în lucrarea O Teorie a Dreptății. Acesta reprezintă o metodă echitabilă care să asigure dreptatea principiilor admise, oricare ar fi acelea; să determine moralitatea anumitor probleme (ex: sclavia) prin următorul experiment: participanții se află în poziția originară, adică „nu cunosc anumite tipuri de realități particulare. În primul rând, nimeni nu-și cunoaște locul pe care îl ocupă în societate, clasa, poziția, sau statutul social; nimeni nu știe ce șansă a avut în distribuția calităților și abilităților naturale, inteligență și puterea sa, sau alte lucruri asemănătoare. Mai departe, nimeni nu-și cunoaște propria concepție despre bine, detaliile planului rațional de viață, sau trăsăturile speciale ale propriei psihologii, precum aversiunea față de rase sau înclinația către optimism sau pesimism. În plus, presupun că participanții nu cunosc circumstanțele particulare ale propriei societăți, i.e. situația sa politică și economică, sau nivelul ei de civilizație și cultură. Persoanele aflate în poziția originară nu au nici o informație despre generația din care fac parte”. 
Acest model se centrează asupra faptului că toate considerațiile personale (subiective) sunt din punct de vedere moral irelevante pentru principiile dreptății create în sprijinul cooperării sociale. 
„Imaginează-ți că trebuie să construiești un contract social nou în virtutea folosirii sale de către societatea de azi.Cum ai putea să-l faci mai echitabil? Deși nu ai putea să-ți ignori propriile prejudicii și și să nu fii părtinitor, trebuie să încerci măcar să le minimalizezi. Rawls sugerează că te afli în poziția originară, în spatele unui văl al ignoranței. În spatele acestuia, nu cunoști nimic despre tine sau despre abilitățile tale, sau despre poziția ta în societate. Nu știi nimic despre sexul, rasa, naționalitatea sau caracterul tău. În spatele unui văl al ignoranței toți indivizii sunt simple ființe raționale, libere și moral egale. Ești conștient însă că în lumea reală va exista o distribuție naturală și vor exista diferențe de sex, rasa și culturi care vor separa societatea în grupuri dinstincte”. 
Un astfel de concept poate avea repercusiuni imense în cazul aplicării sale atât în prezent, cât și în trecut. Referindu-ne la exemplu cu sclavia, dacă toți proprietarii de sclavi ar fi forțați să stea în spatele unui văl al ignoranței și să-și imagineze că ar putea deveni ei înșiși sclavi, atunci practica n-ar mai fi justificată. Poate sclavia ar fi interzisă fără să existe necesitatea unui război. Un exemplu la scară mai largă ar fi acela că fiecare individ din societatea de azi să fie conștient de faptul că ar putea să devină cel mai dezavantagat membru al societății. În acest scenariu, libertatea și egalitatea ar putea coexista așa cum ideau mulți folosofi. De exemplu, într-o societate imaginară, un individ poate sau nu poate fi inteligent, bogat sau născut într-o clasă preferată. Luând în calcul faptul că oricine poate ocupa în societate orice poziție după ridicarea valului ignoranței, metoda obligă părțile să-și cizeleze societatea din perspectiva tuturor membrilor, inclusiv din cea a celor mai buni și a celor mai răi. 

## Exemple
Când părțile nu își cunosc identitatea și sunt puse să decidă în privință unor probleme de drepturi politice concrete, fiecare va găsi că este mai sigur să existe drepturi egale pentru toți decât să riște să-i favorizeze pe unii și să-i defavorizeze pe alții, neștiind din care categorie sunt ei înșiși. 
- Neștiind din ce religie vei face parte într-o societate ipotetică, ai accepta ca toate religiile să fie egale? (În cazul în care alegi ca unele religii să fie inegale sau inferioare, se poate ca, neștiind de ce religie aparții, să te trezești că faci parte din cea inferioară celorlalte și să fii discriminat)

### Vălul lui Natan
Una dintre cele mai vechi exemple apropiate conceptului apare în Biblie, în 2 Samuel, capitolul 12, unde profetul Natan îl ceartă pe Regele David după ce acesta i-a furat nevasta unuia dintre propriii soldați, Urie, prin intermediul unui povestiri aparent fără legătură: 
„Într-un anumit oraș erau doi oameni, unul bogat și unul sărac. Cel bogat avea un număr mare de oi și vaci, iar cel sărac avea doar un singur miel. L-a crescut alături de el și copiii săi, a împărțit mâncare cu el, a băut din aceeași cană și chiar au dormit împreună. Era ca o fiică pentru el. Când un trecător a ajuns la casa omului bogat, acesta nu a dorit să ucidă un animal din turma sa pentru a-i pregăti de mâncare. În schimb, acesta a luat mielul celui sărac și a preparat mâncarea”. 
Făcând abstracție de propriul interes și de subiectivitate, David vede nedreptatea mai clar și dorește să rezolve problema cu ajutorul povestirii - din în spatele unui văl al ignoranței. 

## Dificultăți
- Se poate obiecta că dată fiind excluderea aproape completă a informațiilor particulare, devine dificil de înțeles ce semnificație are poziția originară.
- Vălul ignoranței reprezentina o condiție irațională întrucât principiile ar trebui alese în lumina tuturor cunoștințelor disponibile.
- Participanții nu au la dispoziție nici o bază pentru a negocia, în sensul curent[7].